# 斯坦尼斯拉夫·舒什克维奇
斯坦尼斯拉夫·斯坦尼斯拉沃维奇·舒什克维奇（羅馬化：Stanislaŭ Stanislavavič Šuškievič，羅馬化：Stanislav Stanislavovich Shushkevich；1934年12月15日—2022年5月3日），白俄罗斯政治人物、学者。
他是白俄罗斯独立后的首任最高苏维埃主席，在苏联解体时曾扮演重要角色。他在任内，积极致力于白俄罗斯的政治民主化和经济改革。1994年因受到亚历山大·卢卡申科弹劾而下台。他生前曾是卢卡申科的政敌。

## 生平
舒什克维奇出生在苏联白俄罗斯苏维埃社会主义共和国首府明斯克，毕业于白俄罗斯国立大学，后来成为一名教授。在1960年初期，暗杀肯尼迪的凶手李·哈维·奥斯瓦尔德在明斯克居住期间，舒什克维奇曾教过他俄语。
1989年当选苏联人民代表大会候补委员，后任白俄罗斯最高苏维埃第一副主席。八一九事件發生後，白俄罗斯最高苏维埃主席尼古拉·杰缅捷伊因支持蘇聯政變方而被罷免。1991年8月25日，舒什克维奇当选白俄罗斯最高苏维埃主席。
1991年12月8日，舒什克维奇与俄罗斯领导人鲍里斯·叶利钦、乌克兰领导人列昂尼德·克拉夫丘克在别洛韦日森林中会晤并作出共识，正式解散苏联，以松散形式的独立国家联合体取而代之。
舒什克维奇支持无核化政策，并且支持自由市场经济和私有制政策。他在外交上坚持独立自主，对独联体的统合强化持消极态度，拒绝签订独联体的集体安全协定，这导致他与最高苏维埃的对立。他的改革政策，也遭致以总理维亚切斯拉夫·克比奇为首的最高苏维埃代表的阻挠。白俄罗斯陷入通货膨胀中，经济危机深化、政权的统治被弱化。
1994年1月，亚历山大·卢卡申科以腐败为名，对70名白俄罗斯高官进行弹劾，其中包括舒什克维奇。白俄罗斯最高苏维埃发起不信任动议，舒什克维奇最终下台，由维亚切斯拉夫·库兹涅佐夫代理其职务，后来选出梅奇斯拉夫·格里布为其继任者。然而舒什克维奇在任期间是否存在腐败仍存在许多争议。
1994年7月，白俄罗斯引入总统制，举行第一届总统大选。其中第一轮投票包括舒什克维奇在内共有六人参选。而在第二轮投票中，卢卡申科以80.6%的得票率胜出。
1998年，舒什克维奇当选政党“白俄罗斯社会民主大会”的领袖。他是现任总统卢卡申科的政敌，受到现白俄罗斯当局的打压，被列入限制离境名单。他在2004年试图参加议会选举，但被选举委员会拒绝注册。
2022年春天，舒什克维奇曾兩度因感染COVID-19而住院。4月時，他被送入加護病房。5月3日夜，他在明斯克去世，享年87岁。